# Hannes Arch

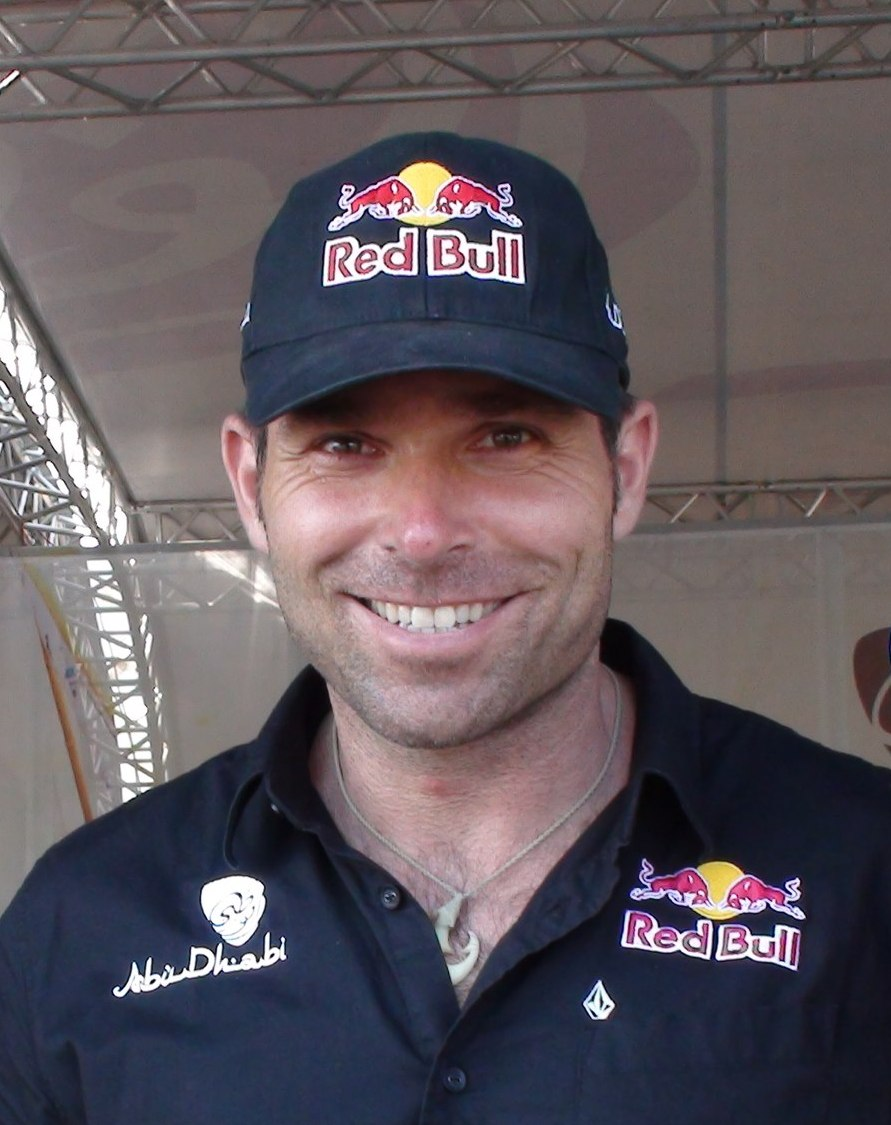
Hannes Arch em 2010

Hannes Arch (Leoben, Estíria, 22 de setembro de 1967 – Heiligenblut, Caríntia, 8 de setembro de 2016) foi um piloto acrobático austríaco, que competiu em 2007 na Red Bull Air Race World Series após ter passado pelo teste para entrar na categoria em outubro de 2006 em Phoenix, Arizona, Estados Unidos. Ele se juntou a outros 13 pilotos na Air Race, sendo dois deles qualificados após passarem pelo mesmo teste.
Morreu em 8 de setembro de 2016, aos 48 anos, durante um acidente de helicóptero nos Alpes austríacos. 